# Chrám svatého Václava a svaté Ludmily
Chrám svatého Václava a svaté Ludmily je pravoslavný chrám v Třebíči v části Horka-Domky na adrese Gorazdovo náměstí 822/2, v sousedství starého hřbitova. U vchodu do chrámu je umístěna pamětní deska vladyky Gorazda. 

## Historie
Třebíčský pravoslavný chrám svatého Václava a svaté Ludmily u starého hřbitova byl postaven roku 1940 a je tak nejmladším chrámem ve městě. Protojerej Vsevolod Kolomackij, jenž byl zároveň projektantem chrámu, v něm sloužil jako první kněz. Také malované ikony na stěnách jsou jeho dílem. Báň chrámu je pokryta ryzím listovým zlatem.
V roce 2014 po nepokojích na Ukrajině došlo k zasazení 140 křížů do zahrady před chrámem v souvislosti s počtem obětí protestů. Součástí akce byla i přednáška na téma „Ukrajinský mír“.
Duchovním správcem chrámu je prot. Mgr. Jakub Rojek.

## Galerie

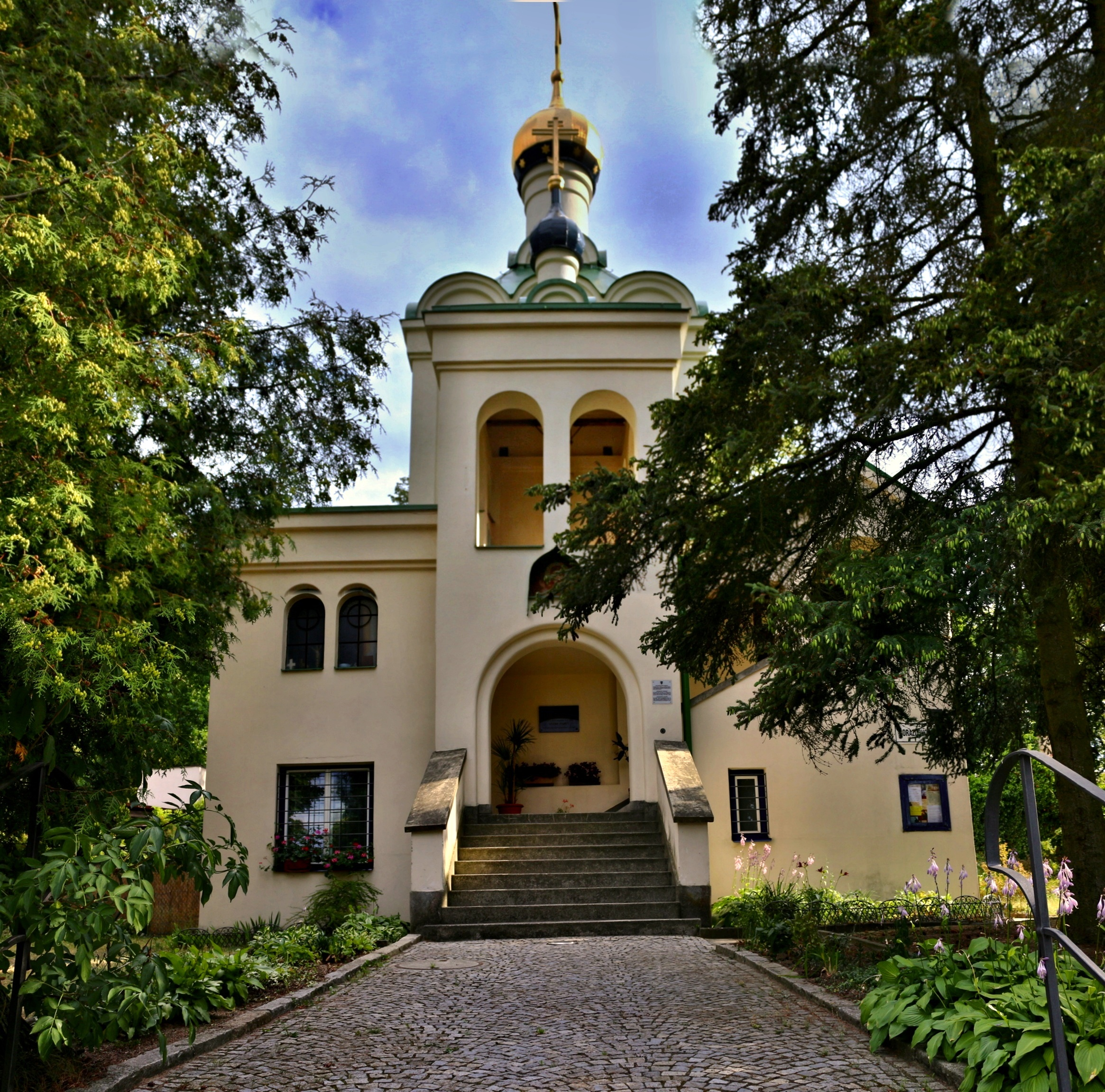
Čelní pohled
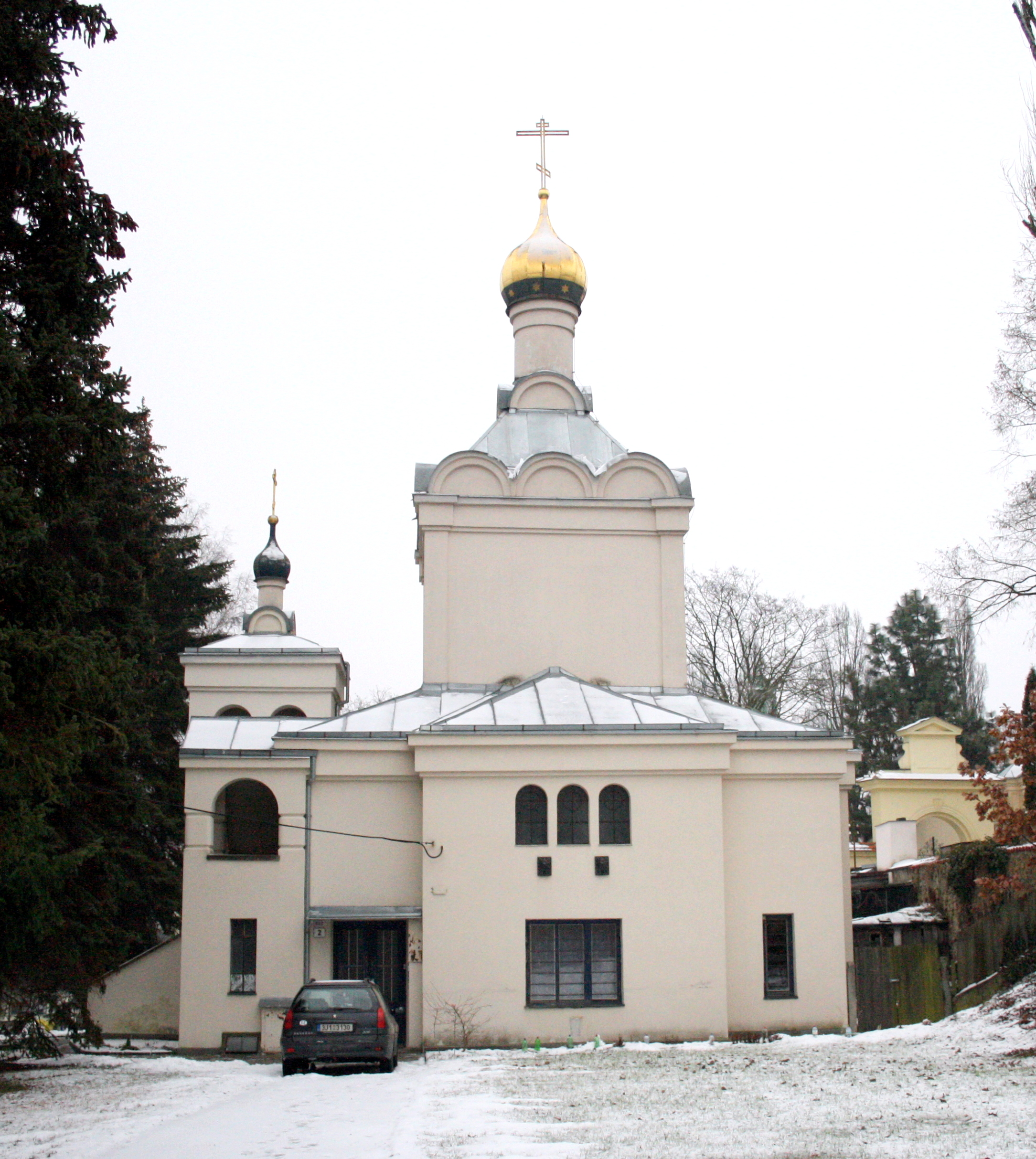
Chrám v zimním období
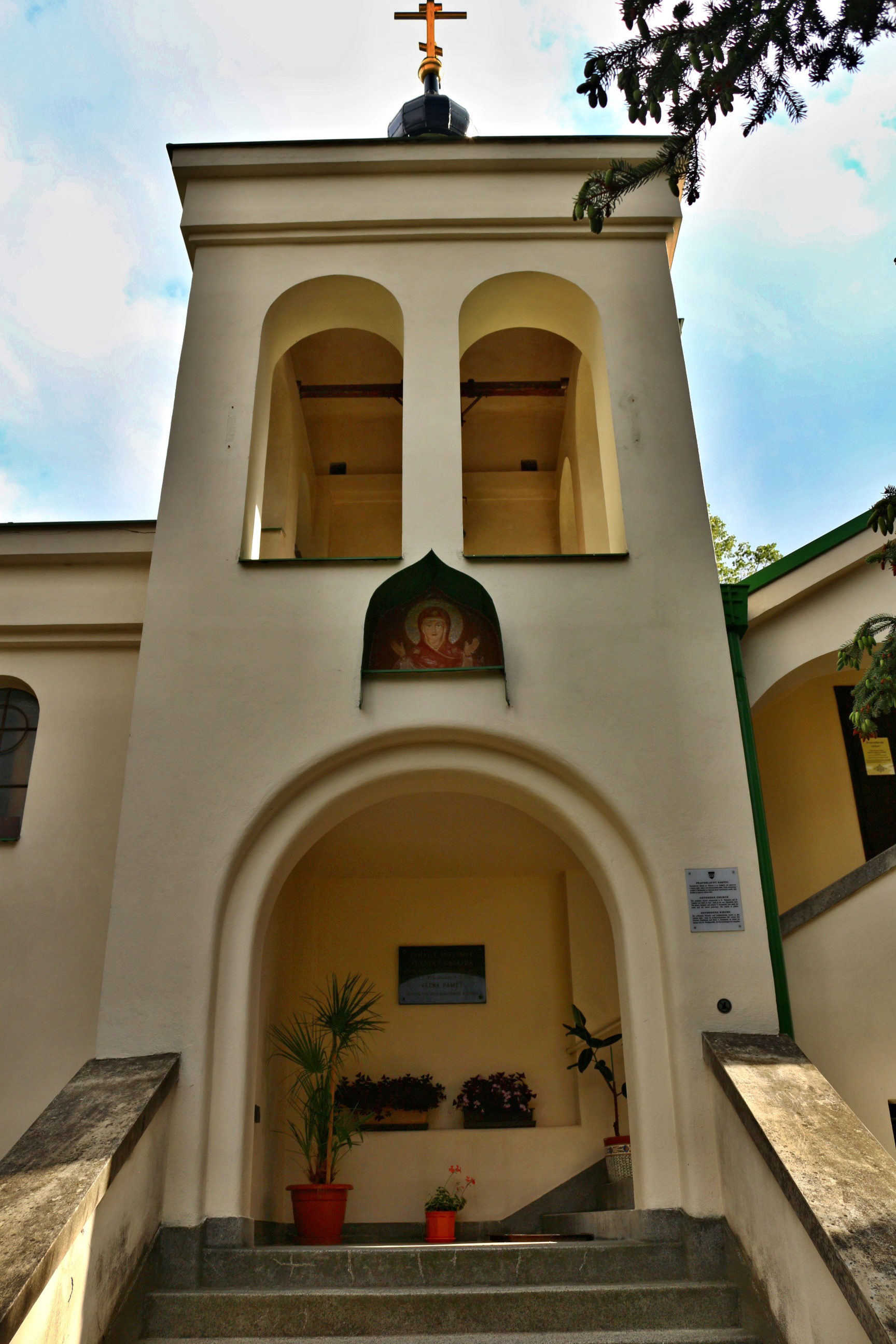
Brána chrámu
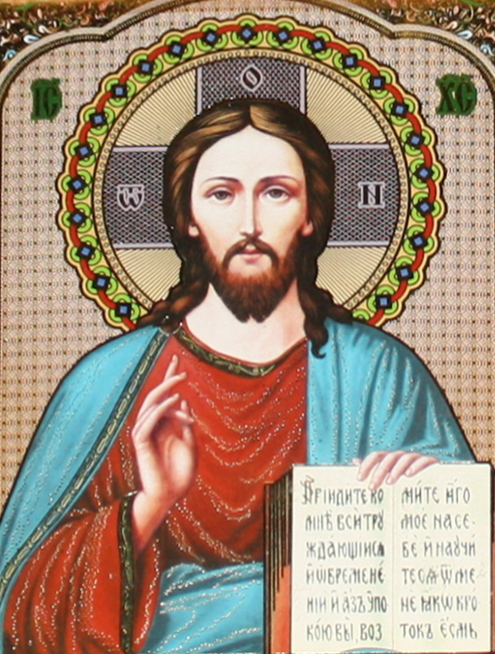
Ikona Spasitele
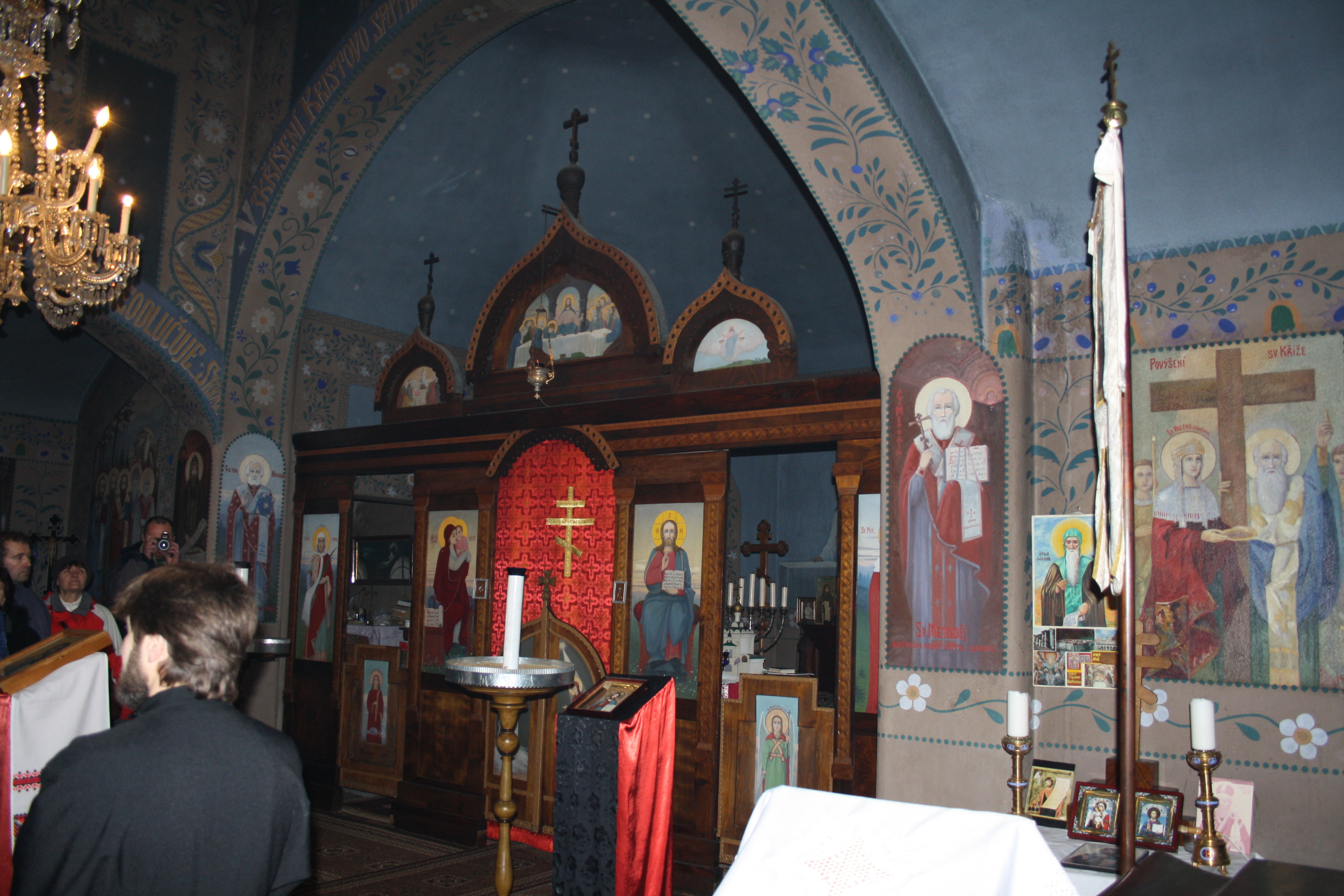
Ikonostas
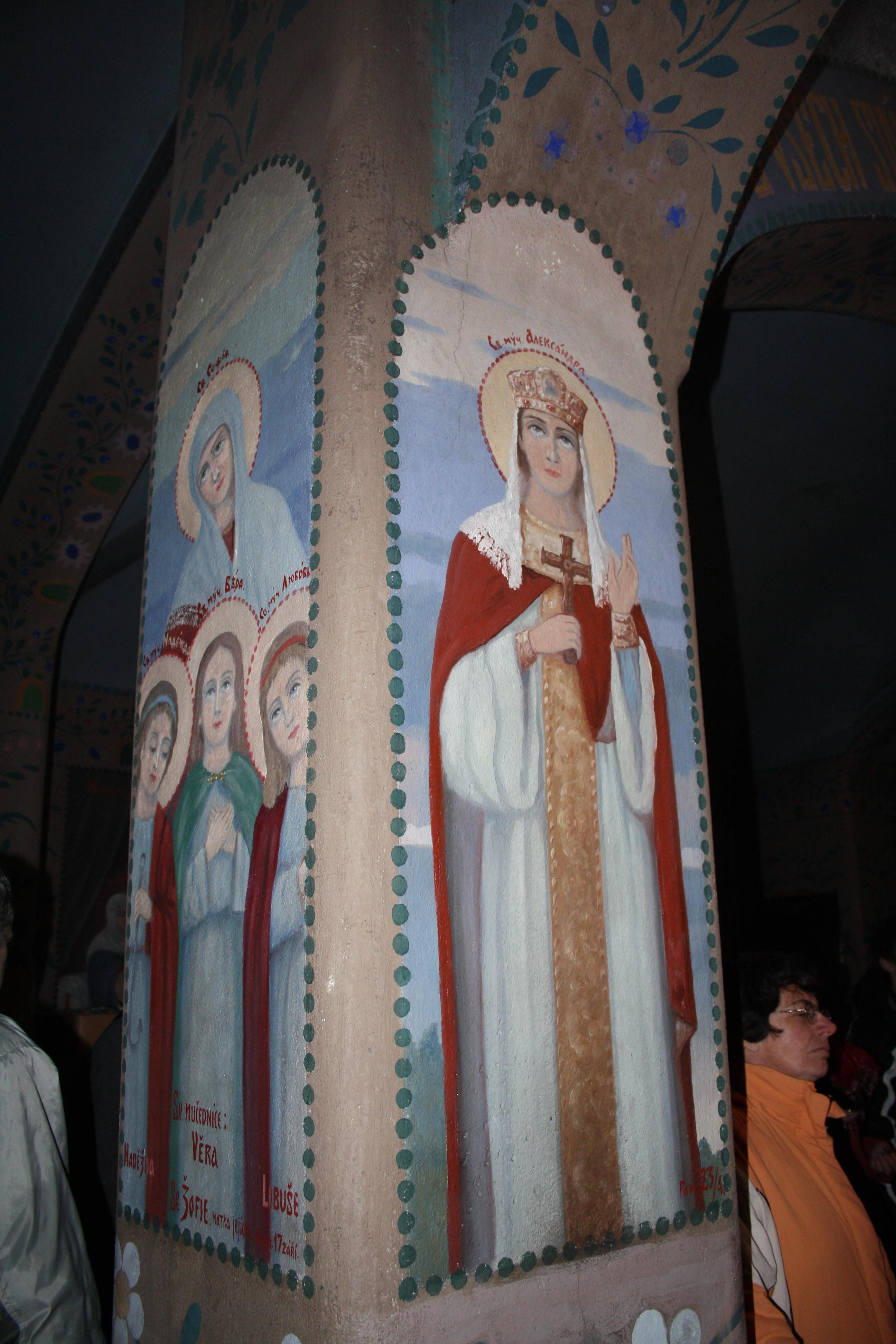
Sloup s malbou svaté Alexandry
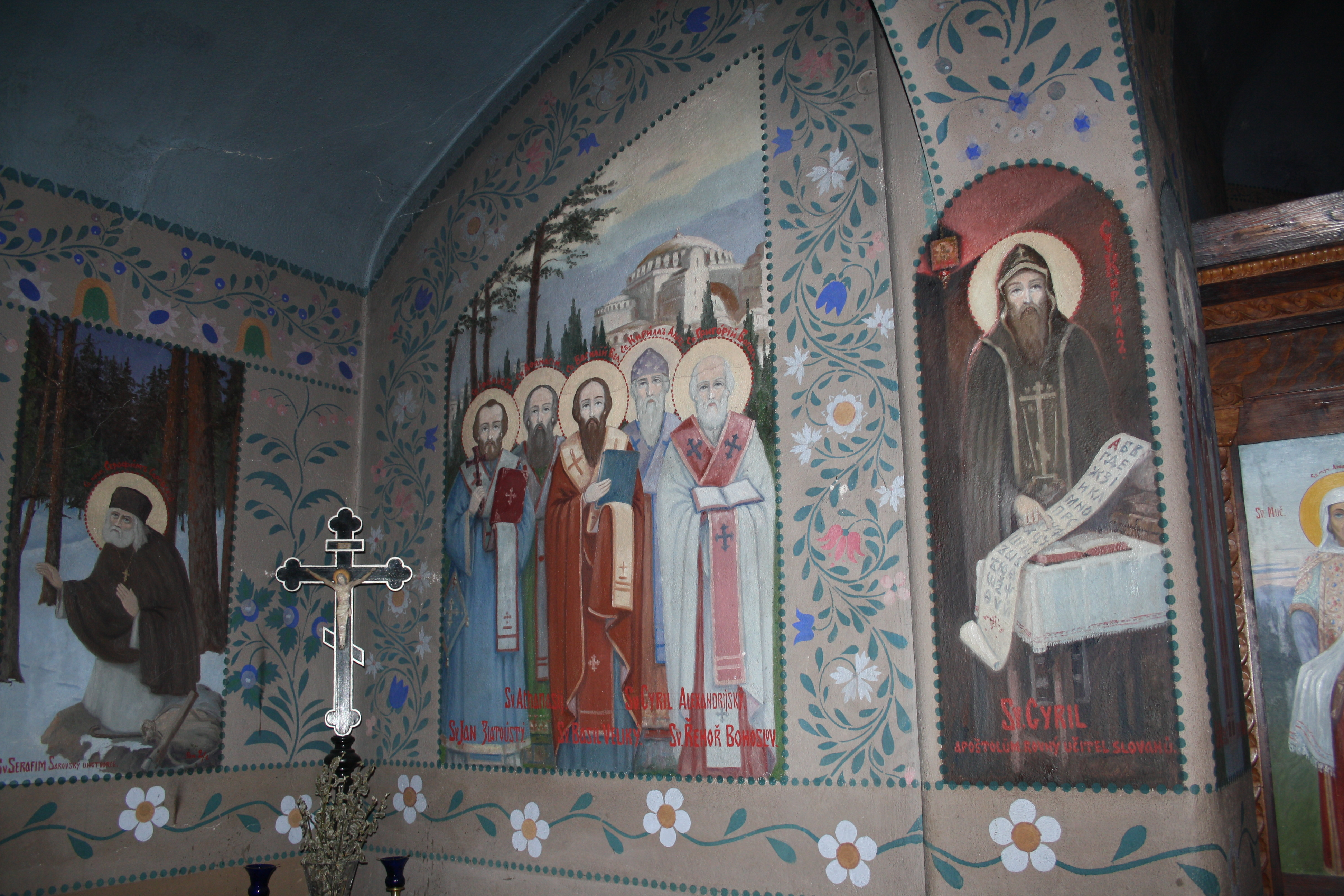
Nástěnné malby a pravoslavný kříž
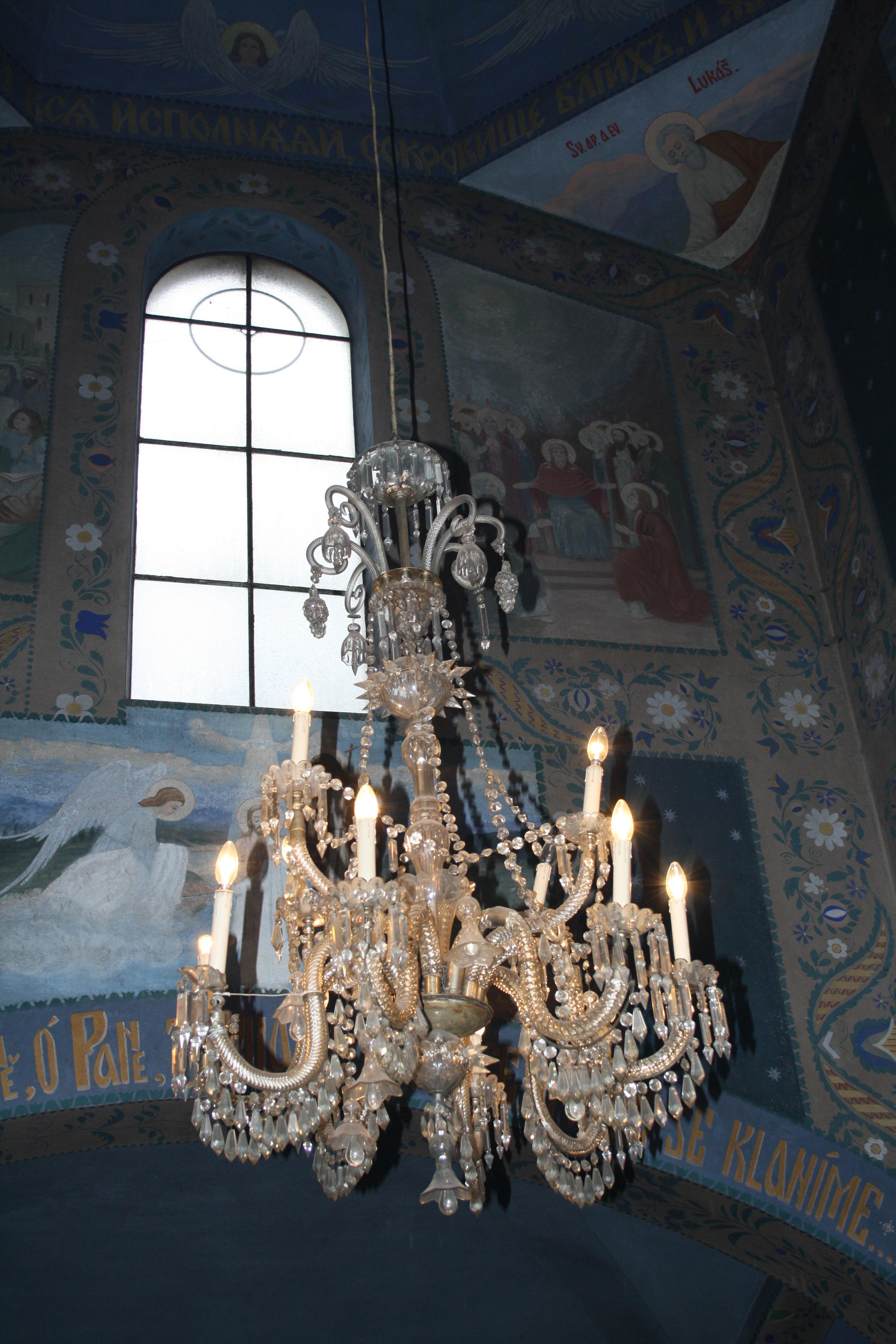
Lustr v chrámu
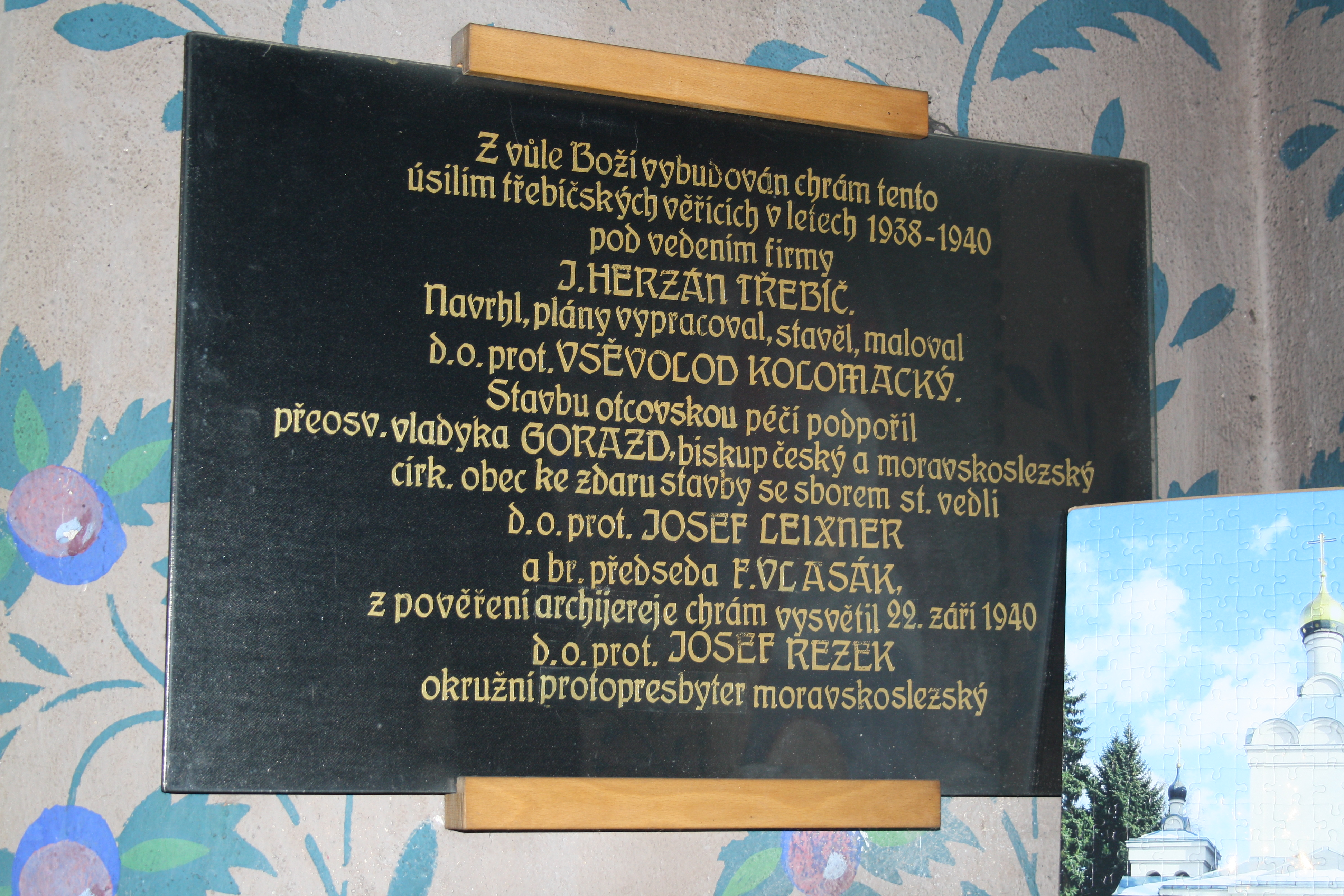
Pamětní deska v chrámu
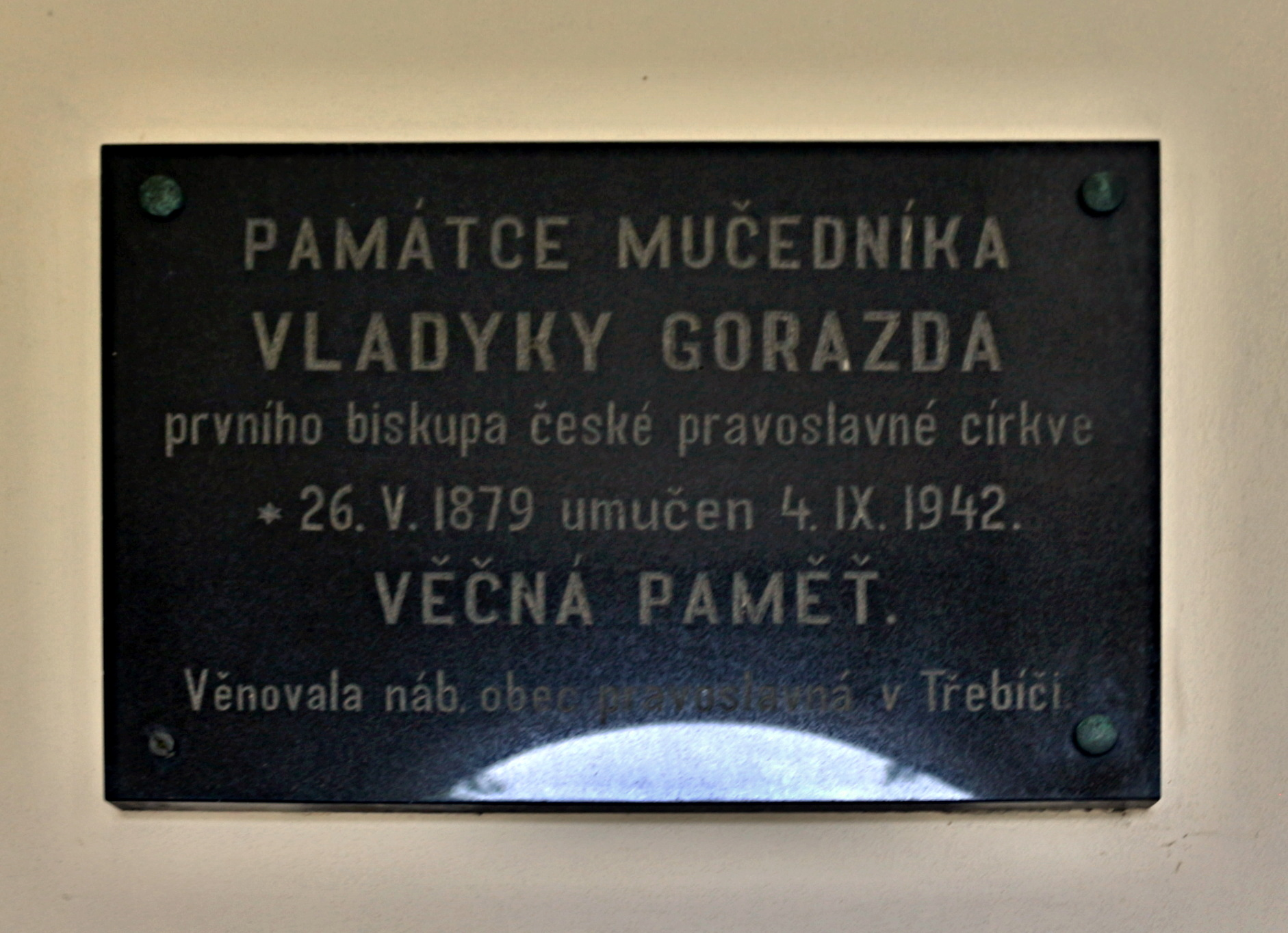
Pamětní deska sv. mučedníka vladyky Gorazda
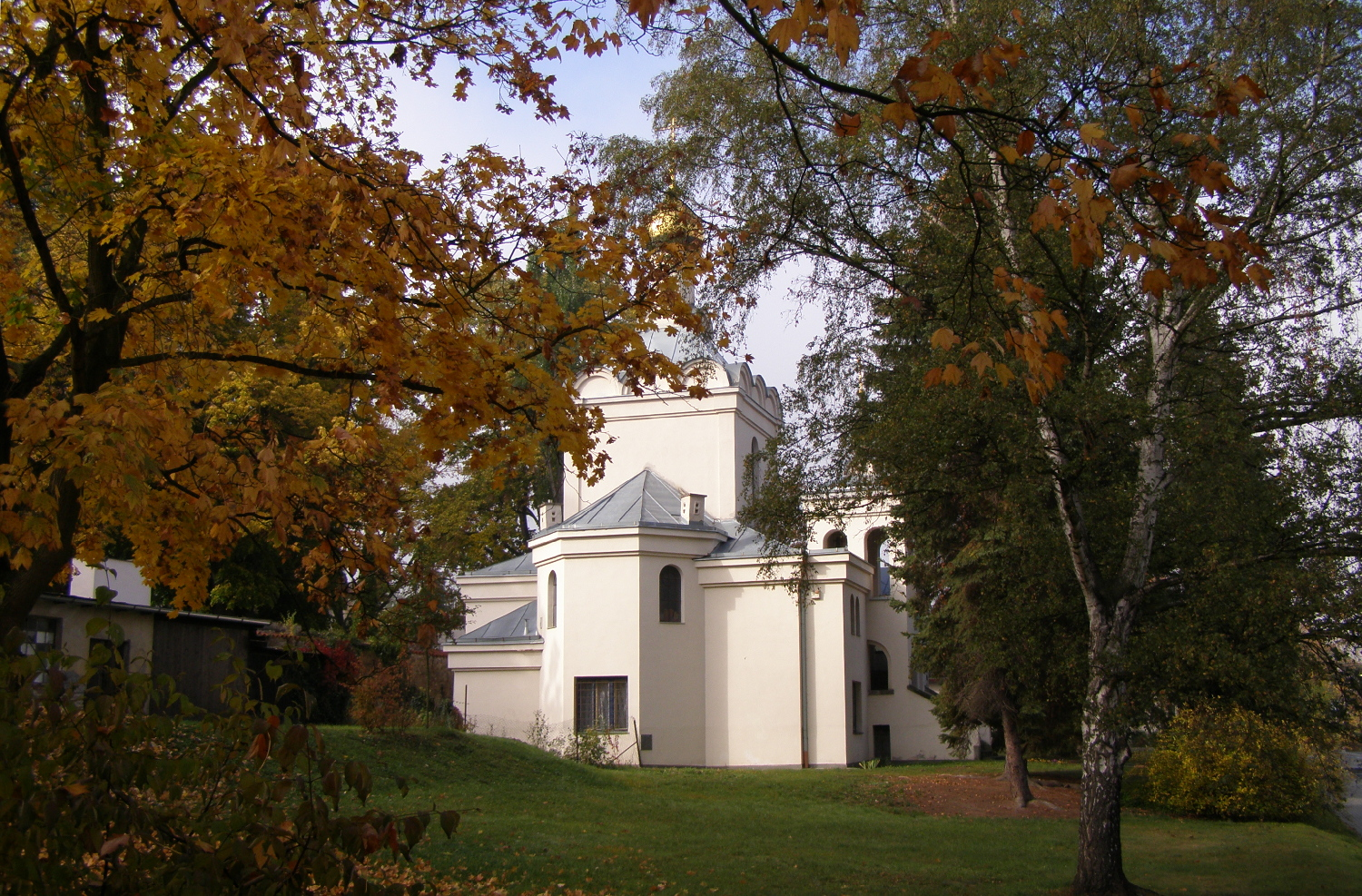
Chrám svatých Václava a Ludmily
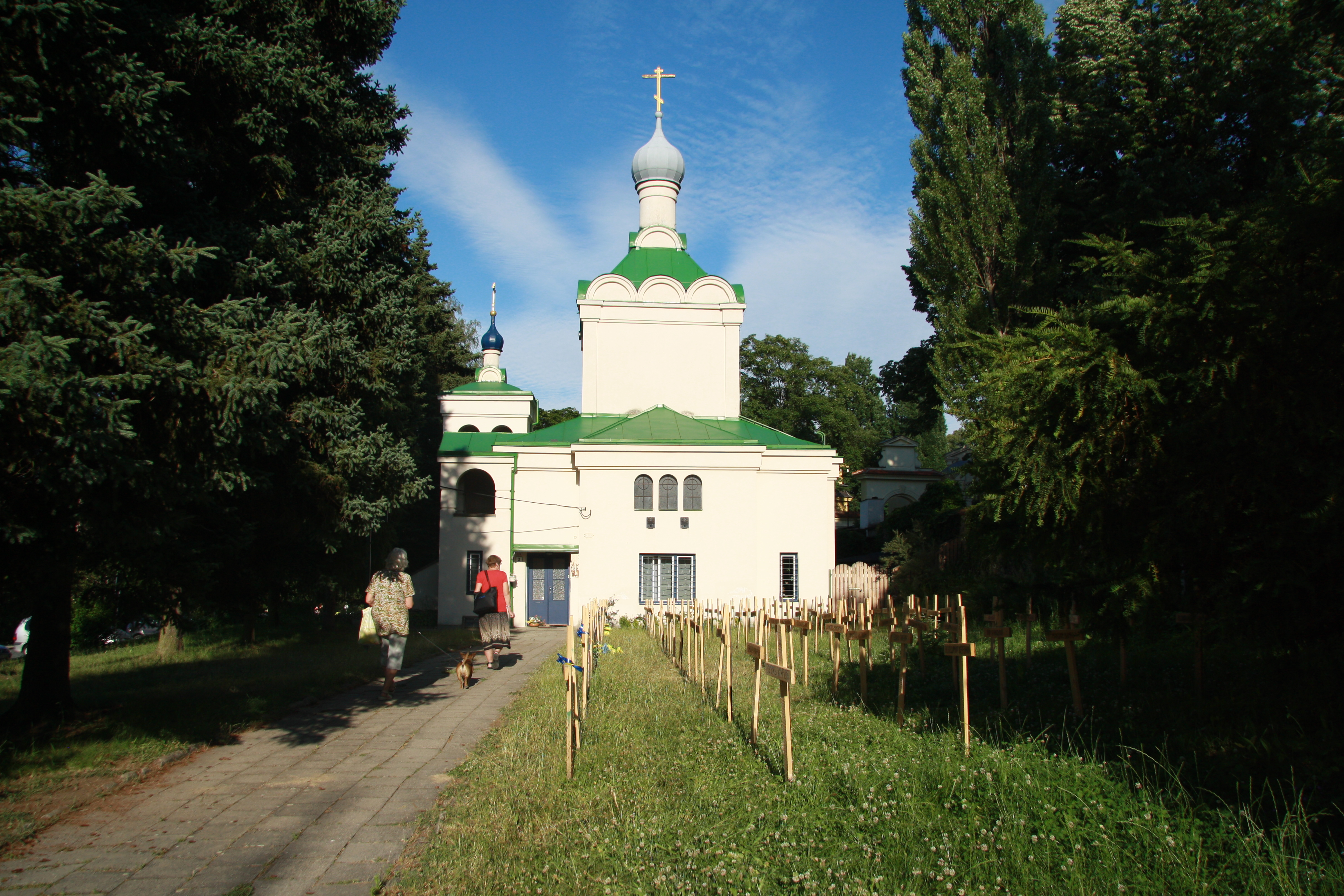
Pamětní kříže obětem ukrajinských protestů